# Erdős–Borweins konstant
Erdős–Borweins konstant är en matematisk konstant som definieras som summan av reciprokerna av Mersennetalen. Konstanten är uppkallad efter Paul Erdős och Peter Borwein.
Konstanten definieras som
{\displaystyle E=\sum _{n=1}^{\infty }{\frac {1}{2^{n}-1}}.}
Dess approximativa värde är 1,60669 51524… (talföljd A065442 i OEIS).

## Ekvivalenta former
Erdős–Borweins konstant kan även skrivas som
{\displaystyle E=\sum _{n=1}^{\infty }{\frac {1}{2^{n^{2}}}}{\frac {2^{n}+1}{2^{n}-1}}}
{\displaystyle E=\sum _{m=1}^{\infty }\sum _{n=1}^{\infty }{\frac {1}{2^{mn}}}}
{\displaystyle E=1+\sum _{n=1}^{\infty }{\frac {1}{2^{n}(2^{n}-1)}}}
{\displaystyle E=\sum _{n=1}^{\infty }{\frac {\sigma _{0}(n)}{2^{n}}}}
där σ0(n) = d(n) är sigmafunktionen. 

## Irrationalitet
Erdős bevisade 1948 att E är ett irrationellt tal.